# CAPシャラントン
CAPシャラントン (Cercle Athlétique de Paris Charenton) は、フランス・シャラントン＝ル＝ポンに本拠地を置くサッカークラブである。

## 歴史
1892年、ナショナル・ドゥ・サン＝マンデ (Nationale de Saint-Mandé) の体操部門として設立され、
4年後の1896年にはサッカー部門が新たに設立された。
1899年にFootball Club de Parisに改称、1906年にはUnion Sportive XII及びParis Athlétic Clubと合併し、CAパリとなった。
1942-43及び1943-44シーズンの間は、スタッド・フランセとの合同チームStade français-CAPを結成していた。
1963年にはプロチームのライセンスを剥奪され、アマチュアリーグに降格となった。
1964年にはStade Olympique Charentonnaisと合併し、現在のクラブ名となった。
クープ・ドゥ・フランスにおいて、1920年には優勝、1928年には準優勝の成績を収めている。

## タイトル

### 国内タイトル
- クープ・ドゥ・フランス：1回
  - 1920

### 国際タイトル
なし

## 歴代所属選手
リュシアン・ローラン 1921-1930, 1933-1934
- イブラヒマ・トラオレ 2001-2004